# Zöld batla
A zöld batla (Mesembrinibis cayennensis) a madarak (Aves) osztályának a gödényalakúak (Pelecaniformes) rendjébe, ezen belül az íbiszfélék (Threskiornithidae) családjába és az íbiszformák (Threskiornithinae) alcsaládjába tartozó Mesembrinibis madárnem egyetlen faja.

## Előfordulása
Közép-Amerikában, Honduras, Nicaragua, Costa Rica, Panama, és Dél-Amerikában, Argentína, Bolívia, Brazília, Kolumbia,  Ecuador, Francia Guyana, Guyana, Paraguay, Peru, Suriname és Venezuela területén honos.

## Megjelenése
Testhossza 48-56 centiméter hosszú, testtömege 650-750 gramm.